# Fernando Dorado Martín
Fernando Dorado Martín (Toledo, 1920-Toledo, 2020) fue un pintor, escritor y académico español.

## Biografía
Nacido el 30 de mayo de 1920 en Toledo, cultivó la pintura y fue miembro de la Real Academia de Bellas Artes y Ciencias Históricas de Toledo. Dorado Martín, que trabajó como funcionario para el Instituto Nacional de Previsión, falleció el 11 de abril de 2020 a causa de la pandemia de COVID-19, en Toledo.